# باول كينت
باول كينت (بالإنجليزية: Paul Kent)‏ هو سباح نيوزلندي، ولد في 29 مارس 1972 في أوكلاند في نيوزيلندا.

## وصلات خارجية
- باول كينت على موقع الاتحاد الدولي للسباحة (الإنجليزية)
- باول كينت على موقع أوليمبيديا (الإنجليزية)